# Grabstein für Veydt Raiser (Gundelfingen)

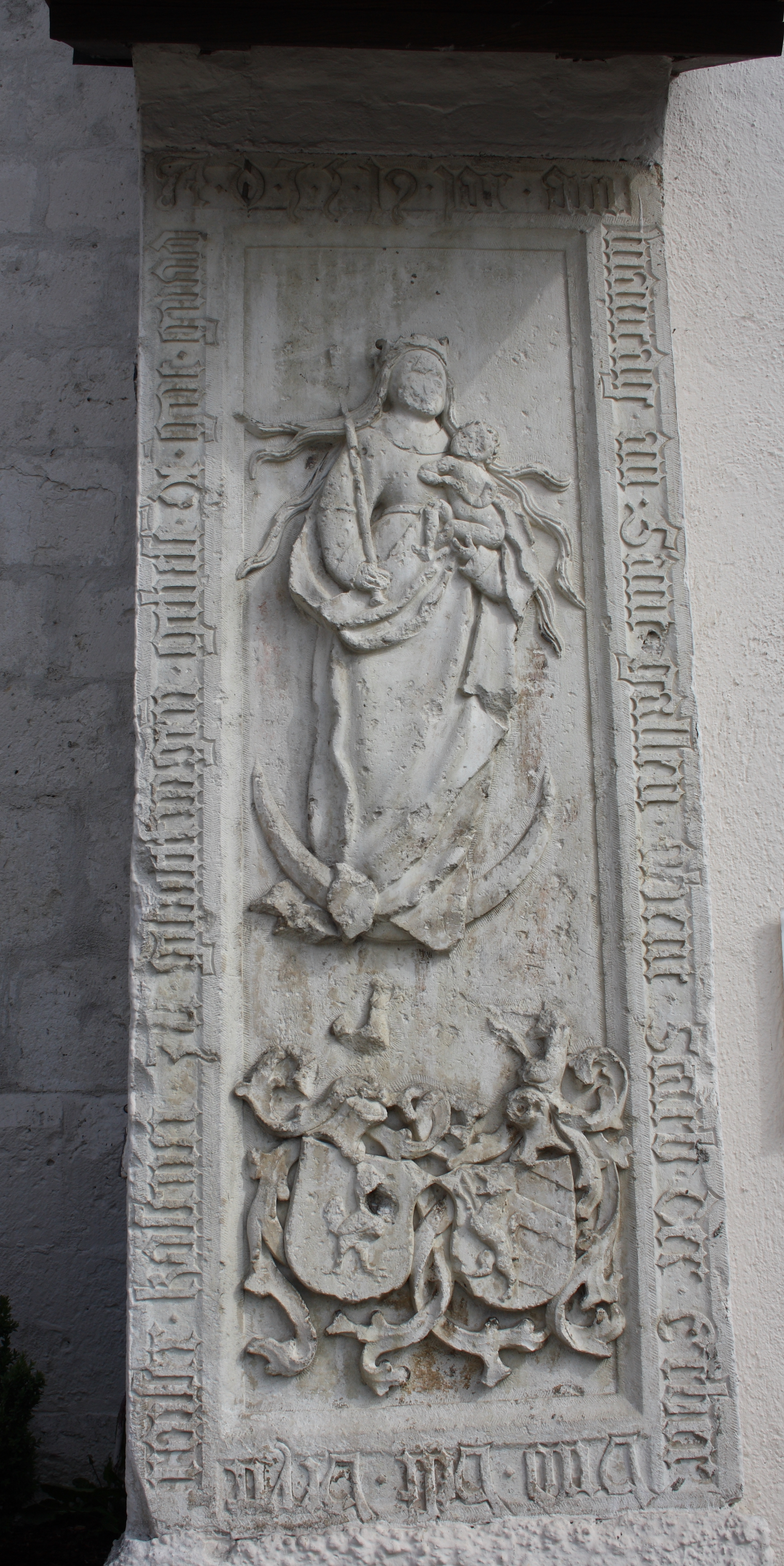
Grabstein für Veydt Raiser

Der Grabstein für Veydt Raiser befindet sich in der katholischen Pfarrkirche St. Martin in Gundelfingen an der Donau, einer Stadt im schwäbischen Landkreis Dillingen an der Donau in Bayern. Der Grabstein ist ein Teil der als Baudenkmal geschützten Kirchenausstattung.

## Beschreibung
Der spätgotische Grabstein für den Kastner Veydt Raiser außen an der Südwand der Sakristei trägt folgende Inschrift in gotischer Minuskel: 

„A.d. 1519 Jar am montag Sant gallen abent starb der erber und vest veydt raiser kastner zu Gundelfingen gebest de got gnad“

Im oberen Teil des Grabsteins aus Kalkstein mit einer Höhe von 1,78 m und einer Breite von 0,73 m ist ein Relief der Mondsichelmadonna zu sehen. Darunter füllt das Allianzwappen Raiser und seiner Frau geborene Roth von Schreckenstein den restlichen Stein aus.